# Västerrå en Österrå
Västerrå en Österrå (Zweeds: Västerrå och Österrå) is een småort in de gemeente Sollefteå in het landschap Ångermanland en de provincie Västernorrlands län in Zweden. Het småort heeft 56 inwoners (2005) en een oppervlakte van 27 hectare. Eigenlijk bestaat het småort uit twee plaatsen: Västerrå en Österrå. Het småort ligt aan de rivier de Ångermanälven.